# Tha Carter V
Albums de Lil Wayne
Free Weezy Album
(2015) Funeral
(2020)
Tha Carter V est le douzième album studio du rappeur américain Lil Wayne, sorti en 2018.

## Liste des titres
Crédits adaptés de Tidal
| 1.    | I Love You Dwayne                                            | Jacida Carter |                                             | 2:00 |
| 2.    | Don't Cry (featuring XXXTentacion)                           | - Dwayne Carter - Jahseh Onfroy - Eugene Karavasilidis - Ben Diehl - Gamal "LunchMoney" Lewis                                                                       | - Z3N - Ben Billions                        | 4:09 |
| 3.    | Dedicate                                                     | - D. Carter - Corbin Roe - Willber Vincent - Adolfo Ramirez - Manny Galvez - Michael Dean - Tauheed Epps - Joshua Luellen                                           | - Roc & Mayne - Louie Haze - Galvez         | 3:09 |
| 4.    | Uproar                                                       | - D. Carter - Kasseem Dean - Avery Chambliss - Edward Holland - Holland-Dozier-Holland - Brian Holland                                                              | - Swizz Beatz - Avenue (co.)                | 3:13 |
| 5.    | Let It Fly (featuring Travis Scott)                          | - D. Carter - Jacques Webster - Rupert Thomas, Jr. - Michael Suski                                                                                                  | - Sevn Thomas - Dirtwork                    | 3:06 |
| 6.    | Can't Be Broken                                              | - D. Carter - Thomas Troelsen - Diehl - Lewis | - Troelsen - Ben Billions                   | 3:13 |
| 7.    | Dark Side of the Moon (featuring Nicki Minaj)                | - D. Carter - Onika Maraj - Jamal Reid - Jonah Christian | - Bloque - Christian (co.)                  | 4:02 |
| 8.    | Mona Lisa (featuring Kendrick Lamar)                         | - D. Carter - Kendrick Lamar - Marco Rodriguez - Angel Aponte | - Infamous - Angel "Onhel" Aponte (co.)     | 5:24 |
| 9.    | What About Me (featuring Sosamann)                           | - D. Carter - John Mitchell - Justin Franks - Jahkoy Palmer - Louis Bell - Billy Walsh - Jermaine Preyan                                                            | - DJ Frank E - Johnny Yukon                 | 3:36 |
| 10.   | Open Letter                                                  | - D. Carter - Rodriguez - Diehl | - Infamous - Ben Billions - Nick the Piff   | 4:29 |
| 11.   | Famous (featuring Reginae Carter)                            | - D. Carter - Reginae Carter - Lasanna "Ace" Harris - Shama E. Joseph - Sam Bruno                                                                                   | - Harris - Sham "Sak Pase" Joseph           | 4:02 |
| 12.   | Problems                                                     | - D. Carter - Xavier Dotson | Zaytoven                                    | 3:28 |
| 13.   | Dope Niggaz (featuring Snoop Dogg)                           | - D. Carter - Mario K. Jefferson - Darius Ginn, Jr. - Brian Anthony Bailey - Ricardo Brown - Nathaniel D. Hale - Isaac Lee Hayes - Craig A. Longmiles - Andre Young | - R!O - Kamo (co.)                          | 3:25 |
| 14.   | Hittas                                                       | - D. Carter - Andrew Jones - Maurice Jordan - Tasha Baxter - Andre Scheepers - Torrence Hatch - Robert Gonzalez - Taquari Hatch                                     | Jayones                                     | 3:43 |
| 15.   | Took His Time                                                | - D. Carter - Tony Walker, Jr. - M. Rodriguez - Stephen Marvin McDowell                                                                                             | - Infamous - FreewayTJay                    | 4:22 |
| 16.   | Open Safe                                                    | - D. Carter - Mikely Adams - Dijon Isaiah McFarlane | - DJ Mustard - Mike Free                    | 3:43 |
| 17.   | Start This Shit Off Right (featuring Ashanti and Mack Maine) | - D. Carter - Ashanti Douglas - Preyan - Byron Thomas - Robert Reed - Tony Fisher - James Avery                                                                     | Mannie Fresh                                | 4:40 |
| 18.   | Demon                                                        | - D. Carter - Marcello Valenzano - Andre Lyon - Rayshon Cobbs, Jr. - Don Taylor - Ted Kay - Leo Daniels - Ben Daniels                                               | - Cool and Dre - 808-Ray                    | 3:34 |
| 19.   | Mess                                                         | - D. Carter - Rodriguez | Infamous                                    | 3:32 |
| 20.   | Dope New Gospel (featuring Nivea)                            | - D. Carter - Nivea B. Hamilton - Jefferson - Ginn, Jr. - Richard Brownie - Marvin L. Sapp                                                                          | - R!O - Kamo (co.)                          | 3:27 |
| 21.   | Perfect Strangers                                            | - D. Carter - Thomas | Mannie Fresh                                | 4:09 |
| 22.   | Used 2                                                       | - D. Carter - Leland Wayne - Rodriguez - Rhars Mejdi | - Metro Boomin - Infamous - Prince 85 (co.) | 4:00 |
| 23.   | Let It All Work Out                                          | - D. Carter - Myles William - Jordan Alexander Johnson - Sampha Sisay                                                                                               | - William - Jordan - Reefa                  | 5:16 |
| 87:43 |                                                              | |                                             |      |

Notes
- Hittas contient une apparition non créditée de Drake.
- Can't Be Broken contient une apparition non créditée de Thomas Troelsen[2].

## Samples
- Dedicate contient un extrait de discours de 2009 de Barack Obama et un sample de Dedication de 2 Chainz[3].
- Dope Niggaz contient un sample de Xxplosive de Dr. Dre feat. Hittman, Kurupt, Nate Dogg & Six-Two.
- Let It All Work Out contient un sample de Indecision de Sampha[4].
- Uproar contient un sample de Special Delivery de G. Dep et P. Diddy.

## Certifications
| Pays              | Certification | Unités certifiées |
| ----------------- | ------------- | ----------------- |
| États-Unis (RIAA) | Platine       | 1 000 000         |